# Montelabbate
Montelabbate is een gemeente in de Italiaanse provincie Pesaro-Urbino (regio Marche) en telt 5876 inwoners (31-12-2004). De oppervlakte bedraagt 19,6 km², de bevolkingsdichtheid is 300 inwoners per km².

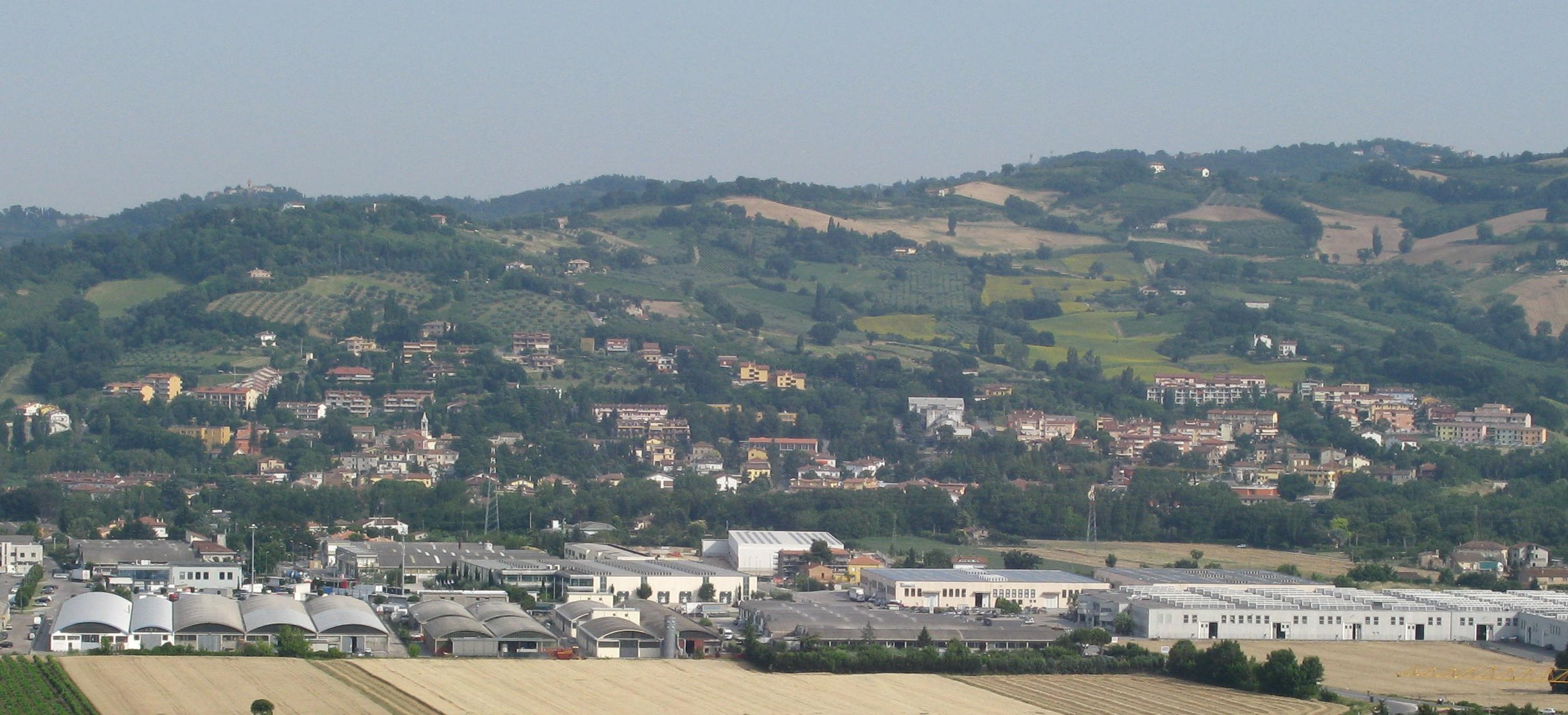
Montelabbate

De volgende frazioni maken deel uit van de gemeente: Montelabbate, Apsella, Osteria Nuova, Farneto, Ripe.

## Demografie
Montelabbate telt ongeveer 2083 huishoudens. Het aantal inwoners steeg in de periode 1991-2001 met 37,7% volgens cijfers uit de tienjaarlijkse volkstellingen van ISTAT.
| Jaar | Inwoneraantal |
| ---- | ------------- |
| 1991 | 3882          |
| 2001 | 5345          |

## Geografie
De gemeente ligt op ongeveer 65 m boven zeeniveau.
Montelabbate grenst aan de volgende gemeenten: Colbordolo, Monteciccardo, Pesaro, Sant'Angelo in Lizzola, Tavullia, Urbino.